# Bas Kurvers
Sebastian Arnoud (Bas) Kurvers (Rotterdam, 25 februari 1980) is een Nederlandse bestuurder en VVD-politicus.

## Biografie
Kurvers ging van 1992 tot 1999 naar het vwo aan de OSG Hugo de Groot en studeerde van 1999 tot 2006 maatschappijgeschiedenis aan de Erasmus Universiteit Rotterdam. Van 2012 tot 2014 volgde hij een MPA aan de Nederlandse School voor Openbaar Bestuur (NSOB). Van mei 2007 tot oktober 2009 was Kurvers werkzaam als beleidsmedewerker integratie en religie bij het ministerie van Volkshuisvesting, Ruimtelijke Ordening en Milieubeheer en van oktober 2009 tot oktober 2010 senior beleidsmedewerker jeugdwerkloosheid bij de gemeente Rotterdam.
Vanaf oktober 2010 was hij werkzaam als directiesecretaris en programmamanager bij het cluster 'Werk en Inkomen' van de gemeente Rotterdam en van december 2014 tot juli 2018 als algemeen directeur van het werkplein Hart van West Brabant. Van mei 2015 tot september 2017 was Kurvers Statenlid van Zuid-Holland. Vanaf juli 2018 was hij wethouder van Rotterdam met als portefeuille bouwen, wonen en energietransitie gebouwde omgeving. Op 16 juni 2022 nam hij afscheid als wethouder van Rotterdam.
Kurvers is gehuwd en heeft twee kinderen.